# Ussher-Evangeliar
Das Ussher-Evangeliar (englisch Ussher Gospels, Minuskel 64 nach Gregory-Aland, ε 1287 nach von Soden) ist eine Evangelienhandschrift in griechischer Sprache, die paläographisch  auf das 12. Jahrhundert datiert wird. Die Handschrift ist vollständig.

## Beschreibung
Die Handschrift besteht aus zwei Bänden mit 209 und 234 Pergamentblättern. Sie ist mit 11,5 × 8 cm Größe ungewöhnlich klein, was auf eine wahrscheinliche private Nutzung hinweist.
Der Text wurde einspaltig mit je 18 Zeilen in regelmäßigen griechischen Minuskeln mit einigen unzialen Formen geschrieben. Die Initialen am Beginn der Kapitel sind mit Gold und anderen Farben verziert.
Das Evangeliar enthält außer den vier Evangelien die Epistula ad Carpianum, 14 illuminierte Eusebische Kanontafeln, Listen von κεφαλαια, κεφαλαια, τιτλοι, die Ammonianischen Abschnitte (Markus 241),  Liturgisches Lesestücke, incipits und ein Synaxarium.
Der griechische Text der Kodex repräsentiert den Byzantinischen Texttyp. Aland ordnete es in keine Kategorie ein.

## Geschichte
Die Handschrift gehörte Thomas Goade († 1638) und später James Ussher (wie Kodex 61 und 63). Nach einer Reihe von Besitzerwechseln wurde die Handschrift zuletzt 2011 von der Schøyen Collection (dort Ms 230) in Oslo an die Green Collection (MS 474) veräußert.